# Lucas Rangel
Lucas Rangel Nunes Gonçalves (* 29. Dezember 1994 in Alvorada) ist ein momentan vereinsloser brasilianischer Fußballspieler.

## Karriere
Lucas Rangel begann seine Vereinskarriere im Alter von 16 Jahren beim Pato Branco EC, wo er vom größeren Londrina EC entdeckt und unter Vertrag genommen wurde. Anfang 2015 wechselte er auf Leihbasis zu Grêmio Barueri. für die er in vierzehn Spielen in der Paulista A3 auflief und zehn Tore erzielen konnte. Im Juli 2015 wurde er daraufhin zum Viertligisten Foz do Iguaçu FC weiterverliehen, wo er in der Saison 2015 zwei Spiele in der Série D absolvierte. Im Januar 2016 wurde er abermals, diesmal an den Itumbiara EC verliehen, wo er zu elf Einsätzen mit zwei Torerfolgen in der Goiáni 1 kam. Im Juni 2016 wurde er nochmals kurzfristig an den Operário FC verliehen, ehe er nach nur einer Woche von Londrina nach Albanien an den Erstligisten FK Kukësi abgegeben wurde.
Sein Debüt für Kukësi gab er im Juni 2016 in der Europa-League-Qualifikation, als er gegen den FK Rudar Pljevlja in der Startelf stand. Im September 2016 debütierte er am ersten Spieltag der Saison 2016/17 gegen den KS Vllaznia Shkodra in der Kategoria Superiore, als er in der 84. Minute für Nijaz Lena eingewechselt wurde. In jener Saison wurde er mit dem Verein Meister. Zu Saisonende hatte er 18 Einsätze, in denen er einen Treffer erzielen konnte, zu Buche stehen. Allerdings stand Lucas Rangel in keinem einzigen Ligaspiel in der Startelf.
Im Juli 2017 wechselte er zum österreichischen Zweitligisten Kapfenberger SV. Im Juli 2018 wechselte er nach Finnland zum Kuopion PS, bei dem er einen bis Dezember 2019 laufenden Vertrag erhielt. Nach der gewonnenen Meisterschaft blieb Rangel eine weitere Saison dort und wechselte 2021 zu Adana Demirspor in die Türkei. Im gleichen Jahr spielte er kurzzeitig wieder für Kuopion PS, ehe der Stürmer einen Vertrag beim ukrainischen Erstligisten Worskla Poltawa unterschrieb. Ab März 2022 spielte er für ein Vierteljahr auf Leihbasis in Aserbaidschan bei Sabah FK und schloss sich später im Sommer 2022 dem lettischen Klub Riga FC an. Zur Saison 2024/24 wechselte er weiter in die Ukraine zu Kolos Kowaliwka und absolvierte dort 12 Erstligapartien. Im August 2024 kehrte er dann zu Kuopion PS zurück und gewann mit dem Verein den finnischen Pokal durch einen 2:1-Finalsieg nach Verlängerung über den FC Inter Turku. Seit dem 1. Januar 2025 ist Lucas Rangel nun vereinslos.

## Erfolge
- Albanischer Meister: 2017
- Finnischer Meister: 2019
- Finnischer Pokalsieger: 2024